# Mitologia anglosaxona
La mitologia anglosaxona és el terme que designa els mites associats amb el paganisme anglosaxó, el conjunt de creences professades pels antics pobles anglosaxons, entre el cinquè i vuitè segles de la nostra era, a l'inici de l'Anglaterra medieval, abans de la cristianització. La mitologia anglosaxona forma part de la mitologia germànica.

## Origen
Desenvolupada a partir de les primeres religions de l'edat del ferro al nord de l'Europa continental, es va introduir a la Gran Bretanya amb la migració dels anglosaxons de mitjan segle v, i es va mantenir com la religió oficial fins a la cristianització. Alguns aspectes d'aquesta mitologia es van anar barrejant amb el folclore local.
Tot i això, es coneix ben poca cosa sobre aquesta religió, i molt menys de fonts directes. El que se'n sap actualment prové principalment de les evidències arqueològiques.
Gran part del que suposadament sabem sobre el paganisme anglosaxó és el resultat dels esforços dels antiquaris literaris en els segles xviii i xix. Particularment, es qüestionaren la idea que l'antiga poesia anglesa contingués vestigis reals d'un paganisme històric precristià.

## Mitologia
El paganisme anglosaxó era un sistema de creences politeista, centrat al voltant de l'adoració de deïtats conegudes com a ése (ós, en singular). La més prominent d'aquestes deïtats probablement va ser Wōden, de manera que aquesta religió també ha estat anomenada "wodenisme", malgrat Thunor i Týr també foren divinitats importants.
Hi va haver també una creença en una varietat d'altres entitats sobrenaturals que habitaven el món, incloent elfs, esperits i dracs.
Les deïtats d'aquesta religió van servir de base per als noms dels dies de la setmana en anglès.

## Culte
Gran part del culte girava al voltant de manifestacions de devoció, incloent el sacrifici d'objectes inanimats i animals, a aquestes deïtats, particularment en certes festes religioses durant l'any. Les creences paganes també van influir en les pràctiques funeràries, on els morts eren inhumats o cremats, normalment amb una selecció d'objectes funeraris. Els inicis de la religió anglosaxona també tenien un component màgic, i alguns erudits també han suggerit que podien haver tingut certs aspectes xamànics.
Aquestes creences també tenien certa incidència en l'estructura de la societat anglosaxona, que era jeràrquica, on els reis solien reclamar un llinatge ancestral directe d'un déu, particularment Wōden. Com a tal, també va tenir certa influència en la legislació d'aquest període.